# Cythere cytheropteroides
Cythere cytheropteroides is een mosselkreeftjessoort uit de familie van de Cytheridae. De wetenschappelijke naam van de soort is voor het eerst geldig gepubliceerd in 1880 door Brady.